# Pravda
Pravda (russisk: Пра́вда, tr. Právda; dansk: ~ Sandheden) er en avis fra Sovjetunionen, der fortsat udgives i Moskva, Rusland.
Avisen blev udgivet som lovlig avis fra 5. maj 1912 i Sankt Petersborg.
Efter februarrevolutionen i Rusland i 1917 blev avisen dagblad for Bolsjevikkerne, og i 1918 blev avisen flyttet til Moskva. Pravda var organ for Sovjetunionens kommunistiske partis centralkomite frem til 1991.